# Clos Albert Crommelynck
 (août 2025).
Si vous disposez d'ouvrages ou d'articles de référence ou si vous connaissez des sites web de qualité traitant du thème abordé ici, merci de compléter l'article en donnant les références utiles à sa vérifiabilité et en les liant à la section « Notes et références ».
 (août 2025).
Motif : Rue sans notoriété évidente. Sources secondaires semblent absentes.
- Archive Wikiwix
- Bing
- Cairn
- DuckDuckGo
- E. Universalis
- Gallica
- Google
- G. Books
- G. News
- G. Scholar
- Persée
- Qwant
- (zh) Baidu
- (ru) Yandex
- (wd) trouver des œuvres sur Wikidata

| 1. | Préciser le motif de la pose du bandeau. | Précisez le motif de la pose du bandeau en utilisant la syntaxe suivante : {{admissibilité à vérifier\|date=août 2025\|motif=remplacez ce texte par le motif}}                               |
| 2. | Informer les utilisateurs concernés.     | Pensez à avertir le créateur de l'article, par exemple, en insérant le code ci-dessous sur sa page de discussion : {{subst:avertissement admissibilité à vérifier\|Clos Albert Crommelynck}} |

Le clos Albert Crommelynck est une impasse bruxelloise de la commune d'Auderghem qui aboutit avenue des Nénuphars, sur une longueur de 350 mètres.

## Historique et description
Ce clos a été créé au XXIe siècle par la société immobilière Matexi. Il est attenant au Luxor Parc et est bordé à l'ouest par la promenade du chemin de fer, ancien site de la ligne Bruxelles-Tervuren. Les terrains ont été récupérés de l'ancien Athenée Royal flamand, qui y était à l'abandon.
Il se compose de bâtiments à appartements, appelés le Queen's Park, ainsi que de maisons unifamiliales.

### Origine du nom
Elle porte le nom du peintre et graveur belge Albert Crommelynck (1903-1993).